# Amitostigma bifoliatum
Amitostigma bifoliatum  (лат.) — вид однодольных растений рода Амитостигма (Amitostigma) семейства Орхидные (Orchidaceae). Впервые описан ботаниками Тан Цзинем и Ван Фацзуанем в 1936 году.

## Распространение и среда обитания
Эндемик Китая, встречающийся на юге провинции Ганьсу и на севере провинции Сычуань.
Растёт во влажных местах, на склонах среди кустарников, лугах.

## Ботаническое описание
Клубневой геофит. Растение высотой 6,5—17 см.
Корневище с клубнем формой от эллипсоидного до яйцевидного.
Листья прикорневые, заострённые, от широко-яйцевидной до яйцевидно-ланцетной формы.
Соцветие в основном одностороннее, несёт более десяти цветков бледно-фиолетового цвета; лепестки яйцевидные, губа ромбическая. Цветёт в августе и сентябре.

## Природоохранная ситуация
По данным Международного союза охраны природы вид считается вымирающим («endangered»).